# كيم هولينغسوررث
كيم هولينغسوررث (بالإنجليزية: Kim Hollingsworth)‏ هي بائعة هوى ‏ وراقصة تعري أسترالية، ولدت في 1966 في وودونغا في أستراليا.